# Hermanus Adrianus van Oosterzee

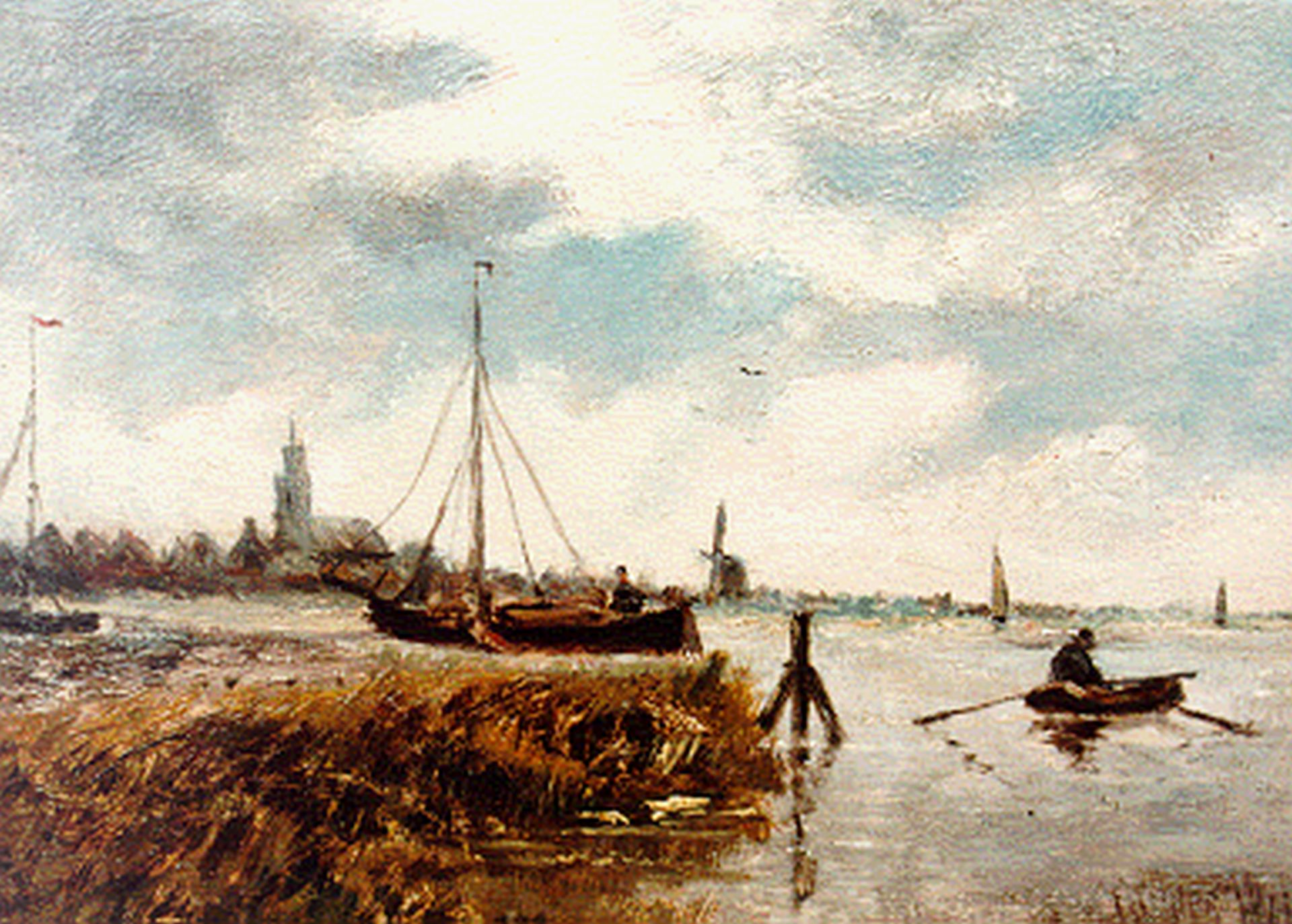
Flussansicht

Hermanus Adrianus van Oosterzee (* Dezember 1863 in Rotterdam; † 12. Mai 1933 in Utrecht) war ein niederländischer Landschaftsmaler, Radierer, Lithograf
Van Oosterzee war Student der Academie voor Beeldende Kunsten in Rotterdam unter der Leitung von Jan Striening und später von Paul Joseph Constantin Gabriël und Simon Moulijn.
Er war Mitglied von „Pulchri Studio“, dem Haagse Kunstkring, Schatzmeister des Niederländischen Unterstützungskomitees für bildende Künstler und „Arti et Amicitiae“ in Amsterdam.
Er beschäftigte sich mit der Malerei, Zeichnung, Radierung und Lithografie von Landschaften.
Er lebte und arbeitete bis 1889 in Rotterdam (Kralingen), bis 1891 in Den Haag, bis 1924 in Rijswijk (Zuid-Holland), dann in Doorn. Er arbeitete auch in Drenthe, Nordbrabant, Limbourg und unternahm mehrere Reisen nach Norwegen.
Er zeigte seine Werke auf den Ausstellungen in Rotterdam, Amsterdam und Den Haag.